# Marcela Nistor
Marcela Nistor (n. 19 februarie 1994) este o actriță din Republica Moldova, deputat în legislatura 2021-2025 a Parlamentului Republicii Moldova, reprezentantă a Partidului Acțiune și Solidaritate (PAS).

## Biografie
Începând cu 2006, a evoluat ca actriță la Teatrul Poetic „Alexei Mateevici” din Chișinău. A absolvit studiile de licență în Artele spectacolului în 2016, la Universitatea Națională de Artă Teatrală și Cinematografică „Ion Luca Caragiale” din București. Imediat după asta, s-a angajat profesoară de arta vorbirii. În februarie 2019, a devenit trainer pentru copii la o fundație pentru educație financiară.

### Activitate politică
În 2016, a devenit membră a PAS. În 2019 a lucrat, o scurtă perioadă, ca asistentă a ministrei de atunci a Educației, Culturii și Cercetării, Liliana Nicolaescu-Onofrei.
A candidat cu numărul 50 pe lista Partidului Acțiune și Solidaritate la alegerile parlamentare din 2021 și a acces în parlament.